# Pardes Rimonim
Pardes Rimonim (anche Pardes Rimmonim e/o Pardes haRimmonim, (in ebraico פרדס רימונים‎? – "Giardino [di] melograni") - il magnum opus di Rabbi Moses Cordovero, pubblicato nel XVI secolo è la fonte principale della Cabala ebraica cordoveriana, estesa interpretazione dello Zohar e amichevole rivale dell'interpretazione lurianica. Opera a volte nota semplicemente come Pardes e testo cabalistico primario, fu composto nel 1548 a Safed (Galilea). Questa città nel XVI secolo  vide la sistematizzazione teorica delle precedenti idee cabalistiche teosofiche. Pardes Rimonim fu la prima esposizione completa della Cabala Medievale, sebbene il suo schema influenzato dal razionalismo venne sostituito dal susseguente schema mitologico del XVI secolo di Isaac Luria.

## Contenuti
Cordovero indica nella sua introduzione che l'opera è basata su note che prese durante il suo studio dello Zohar, il testo fondamentale della Cabala ebraica. Scrive che egli compose il Pardes Rimonim per non perdermi e rimanere "confuso" nelle S/sue "profondità".
L'opera è un sommario enciclopedico della Cabala, che include anche un tentativo di "elucidare tutti i principi cabalistici, come le dottrine delle Sephirot, l'emanazione, i nomi divini, l'importanza e il significato dell'alfabeto, ecc." Il Pardes Rimonim fu una delle opere cabalistiche più lette ed influenti. Fu considerata una base della visione cabalistica fino al momento in cui venne rigettata a favore delle opere di Isaac Luria, uno degli studenti di  Cordovero.
Il Pardes Rimmonim è composto di tredici porte o sezioni, suddivise in capitoli.
Fu pubblicato per la prima volta a Cracovia nel 1591.

## Dati probabili
Un estratto venne pubblicato col titolo Asis Rimmonim da Samuel Gallico; commentari successivi di alcune sue parti furono scritti da Menahem Azariah da Fano, Mordecai Prszybram e Isaiah Horowitz. L'opera originale fu tradotta in parte in latino da Giulio Bartolocci, da Joseph Ciantes (in De Sanctissima Trinitate Contra Judæos, Roma, 1664), da Athanasius Kircher (Roma, 1652–54) e da Knorr von Rosenroth (in Kabbala Denudata, Sulzbach, 1677).

## Testo e traduzioni
- (EN)  Moshe Cordovero, Pardes Rimonim - Orchard of Pomegranates, Providence University Inc.